# Множество уровня
В математике множество уровня вещественной функции f от n вещественных переменных — это множество вида
{\displaystyle L_{c}(f)=\left\{(x_{1},\cdots ,x_{n})\,\mid \,f(x_{1},\cdots ,x_{n})=c\right\}~,}
то есть множество, на котором функция принимает заданное постоянное значение c.
Когда число переменных равно двум, обычно множество уровня представляет собой кривую, которая называется линией уровня, изолинией или контурной линией.  Так, кривая уровня является множеством всех вещественных решений уравнения от двух переменных x1 и x2.  Когда {\displaystyle n=3}, множество уровня называется поверхностью уровня (или также изоповерхностью), а в случае большего числа переменных n множество уровня является гиперповерхностью. Так, поверхностью уровня является множество всех вещественных корней уравнения от трёх переменных {\displaystyle x_{1},x_{2}} и {\displaystyle x_{3}}, а  гиперповерхностью уровня является множество всех вещественных корней уравнения от n (n > 3) переменных.
Множество уровня является частным случаем слоя.

## Альтернативные названия

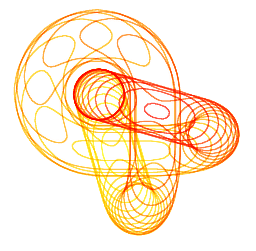
Пересечения уровней координатых функций с трилистником. Красные линии ближе к наблюдателю, а жёлтые кривые — от наблюдателя дальше.

Множества уровней появляются во многих приложениях, зачастую под разными названиями.
Например, неявная кривая — это множество уровня, которая рассматривается отдельно от соседних кривых, подчёркивая, что такая кривая определяется неявной функцией. Аналогично, поверхность уровня иногда называется неявной поверхностью или изоповерхностью.
Также иногда используется название изоконтур, которое обозначает контур равной высоты. В различных областях изоконтуры получают специфичные названия, часто отражающие природу значений рассматриваемой функции, такие как изобара, изотерма, изогона, изохрона, изокванта и кривая безразличия.

## Примеры
Рассмотрим двумерное евклидово расстояние
{\displaystyle d(x,y)={\sqrt {x^{2}+y^{2}}}.}
Множество уровня {\displaystyle L_{r}(d)} этой функции состоит из точек, расположенных на расстоянии {\displaystyle r} от начала координат, множество, известное как окружность. Например, {\displaystyle (3,4)\in L_{5}(d)}, поскольку {\displaystyle d(3,4)=5.} Геометрически это означает, что точка {\displaystyle (3,4)} лежит на окружности радиуса 5 с центром в начале координат. Более общий пример, сфера в метрическом пространстве {\displaystyle (M,m)} с радиусом {\displaystyle r} и центром в {\displaystyle x\in M} может быть определена как множество уровня {\displaystyle L_{r}(y\mapsto m(x,y))}.
Второй пример — график функции Химмельблау, показанный на рисунке справа. Каждая показанная кривая является кривой уровня функции и они отстоят друг от друга логарифмически — если кривая представляет уровень {\displaystyle L_{x}}, то ближайшая кривая «внутри» представляет уровень {\displaystyle L_{x/10}}, а ближайшая кривая «снаружи» представляет уровень {\displaystyle L_{10x}}.

Кривая уровней с логарифмическим отстоянием графика функции Химмельблау

## Множества уровни и градиенты

Рассмотри функцию f, график которой напоминает холм. Голубые кривые являются множествами уровней, а красные кривые следуют в направлении градиента. Осторожный пешеход придерживается голубого пути. Самоуверенный пешеход следует по красным путям. Заметьте, что синие и красные линии всегда пересекаются под прямыми углами.

Теорема: Если функция f дифференцируема, градиент функции f в точке либо равен нулю, либо перпендикулярен множеству уровня функции f в точке.
Чтобы понять, что это означает, представим, что два пешехода находятся в том же самом месте на склоне горы. Один из них уверен в себе и решает идти в направлении наиболее крутого подъёма, другой более осторожен, он не собирается карабкаться вверх или спускаться вниз, а выбирает путь с одинаковой высотой над уровнем моря. В нашей аналогии теорема выше говорит, что оба пешехода отправятся в направлениях, перпендикулярных друг другу.
Следствием этой теоремы (и её доказательства) будет то, что если f дифференцируема, множество уровня является гиперповерхностью и многообразием вне критических точек функции f. В критической точке множество уровня может свестись к точке (например, в  локальном экстремуме функции f) или критическая точка может оказаться 
особенностью, такой как точка самопересечения или касп.

## Множества подуровня и надуровня
Множество вида
{\displaystyle L_{c}^{-}(f)=\left\{(x_{1},\cdots ,x_{n})\,\mid \,f(x_{1},\cdots ,x_{n})\leqslant c\right\}}
называется множеством подуровня функции f. Множество строгого подуровня функции f определяется как  
{\displaystyle \left\{(x_{1},\cdots ,x_{n})\,\mid \,f(x_{1},\cdots ,x_{n})<c\right\}}
Аналогично
{\displaystyle L_{c}^{+}(f)=\left\{(x_{1},\cdots ,x_{n})\,\mid \,f(x_{1},\cdots ,x_{n})\geqslant c\right\}}
называется множеством надуровня функции f. Аналогично определяется множество строгого надуровня функции
{\displaystyle \left\{(x_{1},\cdots ,x_{n})\,\mid \,f(x_{1},\cdots ,x_{n})>c\right\}}
Множества подуровня имеют важное значение в теории минимизации. Ограниченность некоторого непустого множества подуровня и полунепрерывность снизу влекут за собой, что функция достигает своего минимума по теореме Вейерштрасса. Выпуклость всех множеств подуровней характеризует квазивыпуклые функции.